# Дядя Фёдор, пёс и кот (мультфильм)
«Дядя Фёдор, пёс и кот» — советский трёхсерийный мультфильм, снятый по мотивам одноимённой повести Эдуарда Успенского. Состоит из частей: «Матроскин и Шарик», «Митя и Мурка» и «Мама и Папа».

## Сюжет
Дядя Фёдор — очень самостоятельный шестилетний городской мальчик. Недолго раздумывая, он уезжает жить в деревню Простоквашино со своим новым приятелем — хозяйственным котом Матроскиным, которого родители не разрешили оставить в доме. Уже в деревне они встречают бездомного пса Шарика, которого забирают с собой и приводят в порядок, и знакомятся с пронырливым почтальоном Печкиным. В Простоквашино с ними происходит много разных ситуаций...

## Съёмочная группа
| автор сценария             | Эдуард Успенский |
| режиссёр                   | Юрий Клепацкий |
| художник-постановщик       | Борис Моисеев |
| оператор                   | Леонард Кольвинковский |
| композитор                 | Анатолий Быканов |
| тексты песен               | Игорь Шаферан |
| звукооператор              | Цезарь Рискинд |
| монтажёр                   | Нина Бутакова |
| художники-мультипликаторы: | Борис Савин, Ольга Анашкина, Владимир Кадухин, Альбина Абадкина, Наталья Базельцева                                                                                        |
| над фильмом работали:      | Надежда Аралова, Инна Воробьёва, Сергей Олифиренко, Ольга Привезенцева, Андрей Квашнин, Валерий Чурик, Ксения Прыткова, Олег Кузнецов, Татьяна Великород, Александр Левчик |
| редактор                   | Алиса Феодориди |
| роли озвучивали            | Зинаида Андреева Светлана Харлап Анна Горюнова Виктор Байков Анатолий Вербицкий Анатолий Кузнецов Елена Хромова                                                            |
| от автора                  | Александр Михайлов |